# Fritz Leandré
Fritz Leandré (1948. március 13. – 2005 vagy 2009) válogatott haiti labdarúgó, csatár.
A szintén válogatott labdarúgó Joseph-Marion Leandré testvére.

## Pályafutása

### Klubcsapatban
Az RC Haïtien csapatában játszott. 

### A válogatottban
A haiti válogatott tagjaként részt vett az 1974-es világbajnokságon, ahol pályára lépett az Argentína elleni csoportmérkőzésen.
Tagja volt az 1973-as CONCACAF-bajnokságon győztes csapat keretének is, ahol Trinidad és Tobago, és Mexikó ellen csereként kapott szerepet.

## Sikerei, díjai
Haiti
- CONCACAF-bajnokság győztes (1): 1973